# Flores do Piauí
Flores do Piauí este un oraș în Piauí (PI), Brazilia.
Localitatea se găsește la altitudinea de 300 m, are o suprafață de 1.047,4 km², o populație de 4.113 de locuitori, cu o densitate de 3,93 loc./km².  Arhivat în 3 februarie 2007, la Wayback Machine. Este situată la latitudinea de 07º47'28" sud și longitudinea de 42º55'38" vest.